# Ursula Braun-Moser
Ursula Braun-Moser (ur. 25 maja 1937 we Frankfurcie nad Menem, zm. 2 maja 2022 w Bad Vilbel) – niemiecka polityk, samorządowiec i ekonomistka, posłanka do Parlamentu Europejskiego II i III kadencji.

## Życiorys
Studiowała politologię i ekonomię polityczną na uniwersytetach w Marburgu, Monachium, Brukseli i Frankfurcie nad Menem, zdobywając dyplom z ekonomii. Została wykładowczynią akademicką w zakresie polityki ekonomicznej, w 1995 uzyskała habilitację. Pracowała w instytucie polityki monetarnej na Uniwersytecie Johanna Wolfganga Goethego we Frankfurcie nad Menem. Od 1992 była profesorem na Uniwersytecie Szczecińskim, gdzie prowadziła zajęcia z europejskiej polityki regionalnej. Od 1998 wykładała w językach angielskim i niemieckim na uniwersytecie w Budapeszcie. Publikowała również artykuły prasowe oraz książki poświęcone integracji i ekonomii europejskiej.
Związała się z Unią Chrześcijańsko-Demokratyczną, została wiceprzewodniczącą jej struktur w powiecie Wetterau. Należała też do Frauen-Union, organizacji kobiecej CDU, zasiadając w jej władzach w Hesji i Niemczech. W 1966 kandydowała do rady miejskiej Frankfurtu nad Menem. Od 1967 była radną w Bad Vilbel, od 1970 kierowała władzami tej miejscowości. Od 1978 zasiadała również w radzie powiatu Wetterau. Działała także jako przewodnicząca lokalnych struktur Europa-Union (niemieckiego oddziału Unii Europejskich Federalistów), w komitecie ekonomicznym European Women’s Union oraz jako dyrektor wykonawcza w SME Union, związku małych i średnich przedsiębiorców związanego z Europejską Partią Ludową.
W 1984 została po raz pierwszy wybrana posłanką do Parlamentu Europejskiego. W 1989 nie uzyskała reelekcji, mandat objęła 15 stycznia 1990 w miejsce zmarłego Axela Zargesa. Przystąpiła do frakcji chadeckiej. Była m.in. wiceprzewodniczącą Delegacji ds. stosunków z Izraelem (1985–1989), a także członkinią Komisji ds. Praw Kobiet, Komisji ds. Transportu i Turystyki oraz Komisji ds. Stosunków Gospodarczych z Zagranicą.
Później powołana na prezesa fundacji Mérite Européen, zajmującej się promocją wartości europejskich. Przeszła na pozycje krytyczne wobec traktatu z Maastricht i wprowadzenia strefy euro. W 2013 przystąpiła do Alternatywy dla Niemiec. W maju 2013 została powiatową rzeczniczką partii, w marcu następnego roku wybrano ją w skład krajowego komitetu wykonawczego. W lipcu 2015 zrezygnowała z członkostwa w AfD. Przystąpiła do powstałego w wyniku jej rozłamu ugrupowania Sojusz dla Postępu i Przebudzenia (od 2016 działającego pod nazwą Liberalno-Konserwatywni Reformatorzy), zasiadała w jego władzach w Hesji.

## Życie prywatne
Ma dwóch synów.